# 베네딕트 벨스
베네딕트 벨스(출생명 베네딕트 폰 시라흐(독일어: Benedict von Schirach), 독일어: Benedict Wells, 1984년 2월 29일 ~ )는 독일과 스위스의 소설가이다.

## 생애와 경력
벨스는 바이에른에서 자랐다. 6살 때, 그는 그의 부모님이 별거한 후에 주립 기숙학교에 보내졌고 몇 가지 문제를 다루어야 했다.  그의 학창시절은 모두 기숙학교와 집에서 보냈다. 2003년에 고등학교를 졸업한 후, 그는 대학에 가지 않기로 결심했고 대신 그의 글을 쓰기 위해 베를린으로 이사했다. 그는 잡일로 생계를 꾸렸다.
그의 첫 번째 소설 베크레츠터 소머(벡의 마지막 여름)는 2008년에 출판되었고 널리 호평을 받았다. 이 영화는 2015년에 크리스찬 울멘이 주연한 영화로 제작되었다. 한편, 그의 세 번째 소설 "Fast genial"은 독일에서 처음으로 큰 성공을 거두었다.
2016년 2월, 벨스는 그의 네 번째 소설 《외로움의 끝》을 발표했다. 그는 그것을 위해 7년을 일했다. 이 책은 80주 이상 독일 베스트셀러 목록에 머물렀고 유럽 연합 문학상을 수상했다.
그의 다섯 번째 소설 하드 랜드는 2021년 2월에 출판되었고 독일에서 즉시 베스트셀러 1위가 되었다. 그것은 1985년 미주리 주의 가상의 작은 마을에서 일어난다. 이 소설은 독일 주겐드 문학상을 수상했으며, 또한 아침식사 클럽과 스탠바이미 (영화)와 같은 미국의 80년대 고전 영화들에 대한 오마주로 묘사된다.
벨스의 책은 38개 언어로 번역되었고 전세계적으로 백만 부 이상이 팔렸다. 그는 이전에 자신의 책이 전자책으로 출판되는 것을 허락하지 않았다. 2018년 이후로 그의 책들은 처음에는 하드커버 책과 오디오북으로 이용이 가능하다. 이 시스템은 서점을 지원하기 위한 것이다.

## 가족
그는 베네딕트 폰 시라흐로 태어났으며, 소르비아 시라흐 귀족 가문의 일원이다. 그는 철학자이자 작가인 아리아드네 폰 시라흐의 남동생이며, 작가 페르디난트 폰 시라흐의 사촌이다. 벨스는 19세에 법적으로 성을 바꿨는데, 그 이유는 그가 비난하는 그의 독일 할아버지의 행동과 가족의 역사의 이 부분과 거리를 두고 싶었기 때문이다. 그의 집안 배경은 그의 세 번째 소설이 성공한 후에야 대중에게 알려졌다. 벨스라는 성은 존 어빙의 소설 사이다 하우스 규칙에 나오는 호머 웰스라는 캐릭터에서 영감을 받았다.
벨스는 독일과 스위스 시민권을 모두 가지고 있다. 그의 어머니는 스위스 사람이었다.

## 도서
- Becks letzter Sommer. Diogenes, Zürich 2008, ISBN 978-3-257-06676-0.
- Spinner. Diogenes, Zürich 2009, ISBN 978-3-257-06717-0.
- Fast genial. Diogenes, Zürich 2011, ISBN 978-3-257-06789-7.
- Vom Ende der Einsamkeit. Diogenes Verlag, Zürich 2016, ISBN 978-3-257-06958-7.
- Die Wahrheit über das Lügen: Zehn Geschichten. Diogenes Verlag, Zürich 2018, ISBN 978-3-257-07030-9.
- Hard Land. Roman. Diogenes, Zürich 2021, ISBN 978-3-257-07148-1.